# Эхнатон (опера)
«Эхнатон» (англ. Akhnaten) — опера в трёх действиях, основанная на жизни и религиозных убеждениях египетского фараона Эхнатона (Аменхотеп IV), написанная американским композитором Филипом Глассом в 1983 году. Либретто написано Филипом Глассом в сотрудничестве с Шаломом Голдманом, Робертом Израилем, Ричардом Ридделлом и Джеромом Роббинсом. «Эхнатон» был заказан Вюртембергским государственным театром в Штутгарте, а мировая премьера состоялась 24 марта 1984 года в Штутгартском государственном театре под немецким названием «Echnaton». Пол Эссвуд исполнил заглавную роль, немецкий режиссёр Ахим Фрейер поставил оперу в абстрактном стиле с очень ритуальными движениями. Американская премьера в постановке Дэвида Фримена состоялась 12 октября 1984 года в хьюстонской Гранд-Опера, где также состоялась премьера оперы Гласса « Создание представителя планеты 8» . Премьера в Великобритании, основанная на американской постановке, состоялась 17 июня 1985 года в Английской национальной опере в лондонском Колизее. Эта постановка была возобновлена в Лондонском Колизее в марте 1987 года. Отмеченная наградами польская премьера в постановке Генрика Барановского состоялась 20 мая 2000 года в Большом театре в Лодзи. Новая совместная постановка Английской национальной оперы и оперы Лос-Анджелеса в сотрудничестве с «Невероятным театром» режиссёра Фелима Макдермотта с Энтони Ротом Костанцо и Закари Джеймсом в главных ролях была представлена в Лондонском Колизее 4 марта 2016 года, получившем премию Оливье в 2017 году, и в Опере Лос-Анджелеса. 5 ноября 2016 г. Исполнение этой постановки возобновилось в Лондоне в марте 2019 года и в театре Метрополитен-опера в сезоне 2019/2020. Постановка в Метрополитен-опере 2019 года транслировалась онлайн 20 июня и 14 ноября 2020 года и планируется в 2022 году. Премьера новой постановки Лауры Скоцци состоялась 11 марта 2018 года в Театре Бонна, Германия.
По словам композитора, это произведение является кульминацией серии, в которую входят две другие его биографических опер — «Эйнштейн на пляже» (об Альберте Эйнштейне) и «Сатьяграха» (о Махатме Ганди). Эти три человека — Эхнатон, Эйнштейн и Ганди — все были движимы внутренним видением, которое изменило эпоху, в которой они жили, в частности Эхнатон в религии, Эйнштейн в науке и Ганди в политике.
Текст, взятый из первоисточников, поётся на языках оригинала, вместе с комментариями рассказчика на современном языке, таком как английский или немецкий. Египетские тексты того периода взяты из поэмы самого Эхнатона, из Книги Мертвых, а также из отрывков из указов и писем периода Амарны, семнадцатилетнего периода правления Эхнатона. Остальные части написаны на аккадском и библейском иврите. Гимн Эхнатона Солнцу поётся на языке публики.

## Роли
| Роль                                                                                  | Голос                   | Исполнители на премьере в Штутгарте, 24 марта 1984 г.                                                             | Метрополитен-опера, Нью-Йорк, ноябрь 2019                                                   |
| ------------------------------------------------------------------------------------- | ----------------------- | --- | ------------------------------------------------------------------------------------------- |
| Эхнатон                                                                               | контратенор             | Paul Esswood | Энтони Рот Костанцо (англ. Anthony Roth Costanzo)                                           |
| Нефертити, жена Эхнатона                                                              | контральто              | Milagro Vargas | Дж'Ней Бриджес                                                                              |
| Царица Тия, мать Эхнатона                                                             | сопрано                 | Мария Гусманн (Maria Husmann)/ Мелинда Либерман                                                                   | Дизелла Ларусдоттир (Dísella Lárusdóttir)                                                   |
| Хоремхеб, военачальник и будущий фараон                                               | баритон                 | Вольфганг Пробст (нем. Wolfgang Probst)/ Теро Ханнула (фин. Tero Hannula)                                         | Уилл Ливерман (англ. Will Liverman)                                                         |
| Верховный жрец Амона                                                                  | тенор                   | Хельмут Хольцапфель                                                                                               | Аарон Блейк (англ. Aaron Blake)                                                             |
| Эйе, отец Нефертити и советник фараона                                                | бас                     | Конрад Арльт/ Корнелиус Хауптманн                                                                                 | Ричард Бернштейн (англ. Richard Bernstein (bass))                                           |
| Дочери Эхнатона: Бакетатон Меритатон Макетатон Анхесенпаатон Нефернефруатон Сетепенра | 3 сопрано, 3 контральто | Victoria Schnieder Lynna Wilhelm-Königer Maria Koupilova-Ticha Christina Wächtler Geraldine Rose Angelika Schwarz | Lindsay Ohse Karen-chia-ling Ho Chrystal E Williams Annie Rosen Olivia Vote Suzanne Hendrix |
| Аменхотеп III, отец Эхнатона                                                          | роль со словами         | Давид Варрилов | Закари Джеймс                                                                               |
| Писец / экскурсовод                                                                   | рассказчик              | Hildegard Wensch/ David Warrilow                                                                                  | Закари Джеймс                                                                               |
| Молодой Тутанхамон                                                                    | роль без слов           | — | Кристиан Дж. Коннер                                                                         |
| Две сестры                                                                            |                         | — | —                                                                                           |
| Дирижёр                                                                               |                         | Деннис Рассел Дэвис                                                                                               | Кэрен Каменсек (англ. Karen Kamensek)                                                       |
| Режиссёр                                                                              |                         | Ахим Фрайер | Фелим Макдермотт                                                                            |

## Музыка
Размер оркестра примерно соответствует размеру оперы начала XIX века: 2 флейты (одна заменяется на флейту-пикколо), 2 гобоя (оба заменяются на гобои д’амур), 2 кларнета, бас-кларнет, 2 фагота, 2 валторны, 2 трубы, 2 тромбона, туба, ударные (3 исполнителя), челеста (заменяется на синтезатор), 12 альтов, 8 виолончелей, 6 контрабасов.
Поскольку в 1984 году проводилась возрождение постановки Штутгартской государственной оперы, а оркестровая яма Kleines Haus в Штутгартском государственном театре, где должна была состояться премьера, была значительно меньше, Гласс решил полностью исключить скрипки (около 20), придав оркестру более мрачный характер, который подходит к теме оперы. 

## Синопсис
Опера разделена на три действия:

### Акт 1: 1-й год правления Эхнатона в Фивах
Фивы, 1370 г. до н. э.
Прелюдия, стих 1, стих 2, стих 3
В тональности ля минор струнные инструменты оркестра представляют тему основного баса со следующими вариациями (пассакалья). Писец читает похоронные тексты из пирамид. «Открыты двойные двери горизонта; не заперты его задвижки».
Сцена 1: Похороны отца Эхнатона, Аменхотепа III
Возглавляемые ударами в барабаны, Эйе и небольшой мужской хор поют похоронный гимн на египетском языке, к которому позже присоединяется полный хор. Музыка в основном представляет собой марш, основанный на аккордах ля мажор и фа-диез минор (с добавлением большой сексты), и возрастает до экстатической интенсивности к концу.
Сцена 2: Коронация Эхнатона
После продолжительного оркестрового вступления, во время которого появляется Эхнатон, возвестивший о сольной трубе, Верховный жрец, Эйе и Хоремхеб поют ритуальный текст. После этого Рассказчик декламирует список королевских титулов, дарованных Эхнатону, пока он коронован. После коронации хор повторяет ритуальный текст с начала сцены. Основная тональность — ля минор.
Сцена 3: Окно явлений
После вступления в тональности ля минор, в котором преобладают трубчатые колокола, Эхнатон воспевает хвалу Создателю (на египетском языке) у окна публичных выступлений. Он поёт впервые после того, как он уже находится на сцене в течение 20 минут (и 40 минут после начала оперы), и эффект его контртенорного голоса (который в 1983 году был даже более редким, чем сейчас) поражает. К нему присоединяется Нефертити, которая на самом деле поёт более низкие ноты, чем он, а позже — царица Тия, чьё сопрано парит над переплетающимися голосами царской четы.

### Акт 2: Годы с 5-го по 15-й в Фивах и Ахетатоне.
Сцена 1: Храм
Сцена снова открывается в ля минор, где верховный жрец и группа священников поют гимн Амону, главному богу старого порядка, в его храме. Музыка становится всё более драматичной, поскольку Эхнатон вместе с царицей Тией и его последователями атакуют храм. В этой сцене только бессловесное пение. Гармонии растут хроматически, наконец, достигнув ля-бемоль мажор и ми минор . Крыша храма снимается, и лучи бога солнца Атона вторгаются в храм, тем самым прекращая правление Амона и закладывая основу для поклонения единственному богу Атону.
Сцена 2: Эхнатон и Нефертити
Два соло виолончели вводят «любовную тему». В сопровождении сольного тромбона, когда гармония переключается на H (sus), Рассказчик произносит молитвенное стихотворение богу солнца. Струны мягко перекликаются с музыкой ми минор, и то же стихотворение повторяется снова, на этот раз фактически как любовное стихотворение от Эхнатона к Нефертити. Затем Эхнатон и Нефертити поют друг другу один и тот же текст (на египетском языке), как интимный любовный дуэт. Через некоторое время к ним присоединяется труба, связанная с Эхнатоном, как наивысший голос, превращая дуэт в трио.
Сцена 3: Город — танцы
Рассказчик произносит текст, взятый с пограничных камней новой столицы империи, Ахет-Атона (Горизонт Атона), описывая строительство города с большими, наполненными светом пространствами. После медных фанфар завершение строительства города празднуется в беззаботном танце, контрастирующем с суровой ритуальной музыкой, с которой начался этот акт. (На премьере в Штутгарте танец фактически описывал строительство города. Танцевальная сцена была исключена из британской премьерной постановки и её возрождённой версии 1987 года.
Сцена 4: Гимн
Далее следует гимн единственному богу Атону, длинная ария (чередование ля минор и ля мажор) Эхнатона и центральная часть оперы. Примечательно, что это единственный текст, спетый на языке публики, воспевающий солнце, дающее жизнь всему. После арии за кулисами хор поёт Псалом 104 на древнееврейском, датируемый примерно 400 годами спустя, который очень похож на Гимн Эхнатона, тем самым подчёркивая Эхнатона как первого основателя монотеистической религии.

### Акт 3: 17-й год и настоящее
Эхнатон, 1358 г. до н. э.
Сцена 1: Семья
Два гобоя д’амур исполняют «любовную тему» из 2-го акта. Эхнатон, Нефертити и их шесть дочерей безмолвно поют в созерцании, не обращая внимания на то, что происходит за пределами дворца. Когда музыка переключается с ми минор на фа минор, Рассказчик читает письма сирийских вассалов с просьбами о помощи против своих врагов. Поскольку король не посылает войска, его земли захватывают и разграбляют враги. Сцена снова фокусируется на Эхнатоне и его семье, которые все ещё не обращают внимания на распад страны.
Сцена 2: Атака и падение города
Музыка снова переходит к энергичной фа минор. Хоремхеб, Эйе и верховный жрец Атона подстрекают людей (как хор), распевая часть писем вассала (на их оригинальном аккадском языке), пока, наконец, дворец не подвергнется нападению, королевская семья не будет убита, а город солнца разрушен.
Сцена 3: Руины
Возвращается музыка, звучавшая в самом начала оперы. Писец читает надпись на могиле Эйе, восхваляя смерть «еретика» и новое правление старых богов. Затем он описывает восстановление храма Амона сыном Эхнатона Тутанхамоном. Музыка прелюдии становится все сильнее, и сцена перемещается в современный Египет, в руины Амарны, бывшей столицы Ахетатона. Рассказчик выглядит как современный туристический гид и произносит текст из путеводителя с описанием руин. «От этого славного города храмов и дворцов ничего не осталось».
Сцена 4: Эпилог
Призраки Эхнатона, Нефертити и царицы Тии появляются, безмолвно поют среди руин. На горизонте появляется траурная процессия из начала оперы, и они присоединяются к ней. Музыка представляет собой басовую партию из начала «Эйнштейна на пляже», первой части «портретной» трилогии Гласса (вторая — «Сатьяграха», а третья — Эхнатон), таким образом создавая музыкальную основу для всей трилогии.